# 동베를린
동베를린(독일어: Ost-Berlin 오스트베를린[*]); 발음 [ˈɔstbɛʁˌliːn] ( 듣기) 동백림(東伯林), 문화어: 동부베를린)은 1948년부터 1990년까지 부분적으로 인정된 동독의 수도였다. 미국과 영국, 프랑스 3국은 동베를린을 1945년 수립된 베를린의 소련 관할 구역으로 인정되었다. 미국과 영국, 프랑스의 관할 구역은 서베를린으로 알려져 있다. 1961년 8월 13일부터 1989년 11월 9일까지 동베를린은 서베를린과 베를린 장벽을 사이에 두고 갈라져 있었다. 서방 연합군은 동베를린을 동독의 수도로 인정하지 않았다. 1990년 10월 3일, 독일은 공식적으로 재통일을 이뤄냈고, 동베를린과 서베를린은 공식적으로 베를린 시로 합쳐졌다.

## 개요
1944년 9월 12일 체결된 런던 의정서에 따라 미국과 영국, 소련은 독일을 3개의 점령지역으로 분할하고 3개 연합국이 함께 점령한 베를린의 특별지역을 설정하기로 결정했다. 1945년 5월에는 소련이 1947년까지 존속한 '대베를린 행정부'라 불리는 도시 전체를 위한 지방 정부를 설치했다. 전쟁이 끝난 이후 연합군은 처음에 그 도시의 통치 기관 역할을 했던 연합국 군정 사령부(Allied Kommandatura) 내에서 그 도시를 함께 관리했다. 그러나 1948년 소련 대표부가 군정 사령부를 이탈했고 그 후 몇 달 간 공동 행정부는 분열되었다. 소련 관할 구역에서는 별도의 지방 정부가 세워졌는데 이들은 스스로를 계속해서 '대베를린의 행정부'라고 불렀다.
독일민주공화국이 1949년 수립되자 이들은 동베를린을 수도로 주장했는데, 이 주장은 공산권에 의해 받아들여졌다. 그럼에도 불구하고, 인민의회 대표자들은 직접 선출되지 않았으며 1981년까지도 완전한 투표권이 없었다.
1948년 6월 서베를린으로 향하는 모든 철도와 도로는 차단되었고, 동베를린 시민들은 더는 이주가 허용되지 않았다. 그럼에도 소련에 빚진 전쟁 배상금과 산업의 대규모 파괴, 마셜 플랜의 영향에서 벗어나 있는 동독 경제의 부담에 따라 1960년까지도 매일 1천 명 이상의 동독인들이 서베를린으로 탈출하고 있었다. 그러자 1961년 8월 동독 정부는 베를린 장벽으로 서베를린을 분리하여 탈출을 막으려고 했다.이는 도망치는 주민들에게 매우 위험한 일이었는데, 무장 군인들이 불법 이민자들을 쏘도록 훈련을 받았기 때문이다.
동독은 사회주의 국가였기 때문에, 당국에 의해 수 년 간 괴롭힘을 당한 후에야 기독교 교회들은 구속 없이 운영될 수 있었다. 1970년대에는 동베를린 시민들의 임금이 상승하고 노동시간은 감소했다.
소련과 공산권은 동베를린을 동독의 수도로 인정했으나 서방 연합국인 미국과 영국, 프랑스는 동독 정부의 동베를린 통치 권한을 절대로 공식 인정하지 않았다. 연합국 공식 의정서는 베를린 전체의 점유 상태에 따라 동베를린에서의 소련의 권한만을 인정하고 있었다. 가령 미국 베를린 사령부는 동베를린을 방문하고자 하는 미군과 민간인을 위한 상세한 지침을 발간했다. 실제로 3개국의 서방 사령관은 동독 국가인민군이 동베를린에 주둔하는 것에 반대하는 시위를 정기적으로 벌였고, 특히 열병식이 있을 때에는 더욱 그러했다. 그렇지만 3개 서방 연합국들은 비록 동베를린을 동독의 수도로 인정하지 않았음에도 불구하고 1970년대에 결국 대사관을 개설했다. 그러면서 조약들은 대신 '정부의 소재지'와 같은 용어들을 사용했다.
1990년 10월 3일 동독과 서독이 통일하고 동베를린과 서베를린이 재결합함에 따라 동베를린의 존재가 공식적으로 없어졌다. 1990년 12월 시 전역에서의 선거로 1991년 1월 최초의 베를린 전역의 시장이 취임하게 되었고, 동시에 동베를린과 서베를린의 별도 시장직은 종료되었고 에베하르트 디프겐 전 서베를린 시장은 재결합된 베를린의 첫 선출된 시장이 되었다.

## 오늘날
재통일 이래로 독일 정부는 반쪽이 된 도시들을 합치고 기존 서베를린만큼 동베를린의 인프라와 서비스를 만들기 위해 막대한 자금을 썼다.
재통일 이후 동독 경제는 상당한 타격을 받았다. 독일 신탁청의 감독 하에 국영기업의 민영화 정책이 시행되면서 동독의 많은 공장들이 문을 닫았다. 이로써 대량의 실업이 일어나기도 했고 서독 기업들 간의 생산성과 투자에 비교하였을 때 서독의 오염 및 안전 기준을 비용 효율적이라 간주되는 방법으로 준수할 수 없게 되었다. 이로 인해 대량의 서독 경제 지원은 동독에 투입되어 이를 활성화시키는 데에 사용되었다. 이 부양책은 연대소득세법(Solidaritätszuschlaggesetz, SolZG) 또는 연대 할증으로 불리며 보통 일반적인 소득세나 법인세 외에도 연대 개인과 기업의 소득에 7.5%의 세금을 통해 이뤄졌는데, 1991년부터 92년까지 이어졌다. 1995년엔 7.5%로 재도입되었다가 98년에 5.5%까지 떨어졌고 그 이후 현재까지 지속되고 있는데, 이는 구 동독인들에 대해 많은 분노를 일으키고 있다.
동베를린에 쏟아진 막대한 규모의 경제 지원에도 구 동베를린과 서베를린 간에는 여전히 명백한 차이가 남아 있다. 동베를린은 독특한 풍경을 갖고 있는데, 전전(戰前) 파사드와 거리 풍경을 담고 있는 한편 동시에 전시에 피해를 입은 것도 드러나기 때문이다. 또한 스탈린 건축의 독특한 풍경은 구 동독의 다른 풍경들처럼 구 서베를린에서 사용된 도시 개발 스타일과 현저히 대비된다. 게다가 동베를린은 구 동독의 다른 곳들처럼 과거 독일 사회주의의 영웅들을 기리는 구 동독 대의 거리와 지명을 갖고 있는데, 카를 마르크스 가로수길(Karl-Marx-Allee), 로자 룩셈부르크 광장, 카를 리프크네히트 대로(Karl-Liebknecht-Straße) 등이 그런 예다. 그러나 그러한 많은 이름들은 여러 이유에서 부적절하게 여겨졌고, 탈공산화 과정에서 오랜 검토 과정을 통해 바뀌었다. 그 예로 1991년 레닌 가로수길은 란츠베르거 가로수길로, 1995년 디미트로프 대로는 단치거 대로로 바뀌었다.
또다른 동베를린과 동독 전체의 상징물은 암펠멘셴(Ampelmännchen)으로, 중절모를 쓰고 길을 건너는 남자가 스타일된 표식인데 이는 구 동독 지역의 많은 횡단보도 신호등에서 발견된다. 일관성의 우려가 있어 이 암펠멘셴을 폐지할지 더 퍼뜨릴지 논의가 있고 난 후에는, 구 서베를린의 일부 지역 및 몇몇 횡단보도에서 사용된다.
두 도시가 통합된 지 25년이 지난 지금도 두 도시 사이에서는 눈에 띄게 다른 부분이 있는데, 이는 기성세대 사이에서 더 뚜렷해졌다. 두 그룹은 때로는 서로를 비하하는 용어를 갖고 있었는데, 동베를린 또는 동독인을 지칭하는 오씨(Ossi)라는 표현과 서베를린 또는 서독인을 지칭하는 베씨(Wessi)로 나눠져 있다. 두 그룹은 또한 상대방을 고정관념화 하는데도 관여했는데, 고정관념에서의 오씨들은 낮은 야망 또는 형편없는 직업 윤리 의식을 가졌다거나 만성적으로 억울해 하고, 베씨들은 거만하고 이기적이며 성급하고 지나치게 몰아부치는 경향이 있다는 식이었다.

## 자치구

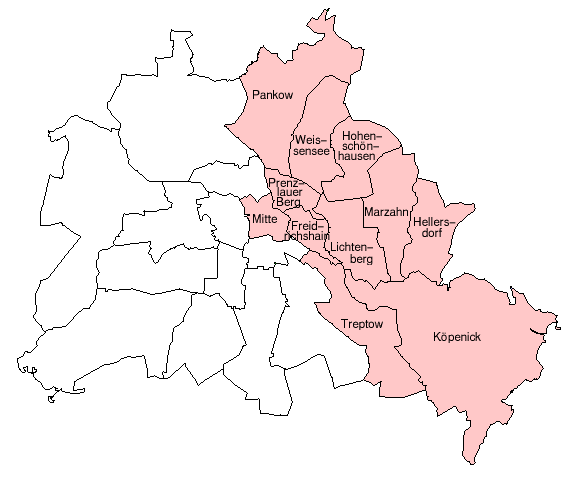
1987년의 동베를린의 자치구

동베를린은 다음과 같은 자치구(Bezirke)들로 이뤄져 있었다.:
- 프리드리히스하인
- 헬러스도르프 (1986년 이후)
- 호엔쇤하우젠 (1985년 이후)
- 쾨페니크
- 리히텐베르크
- 마르찬 (1979년 이후)
- 미테
- 팡코
- 프렌츨라우어 베르크
- 트레프토
- 바이센제

## 사진

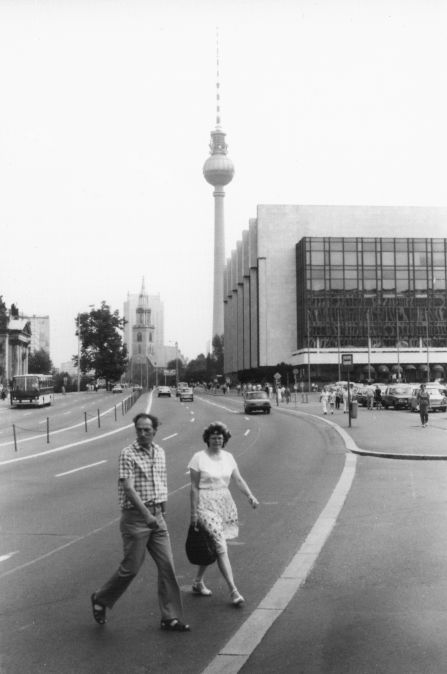
1989년 여름 동베를린의 마르크스-엥겔스 광장과 공화국 궁전. 배경에 페른제투름(TV 타워)이 보인다.
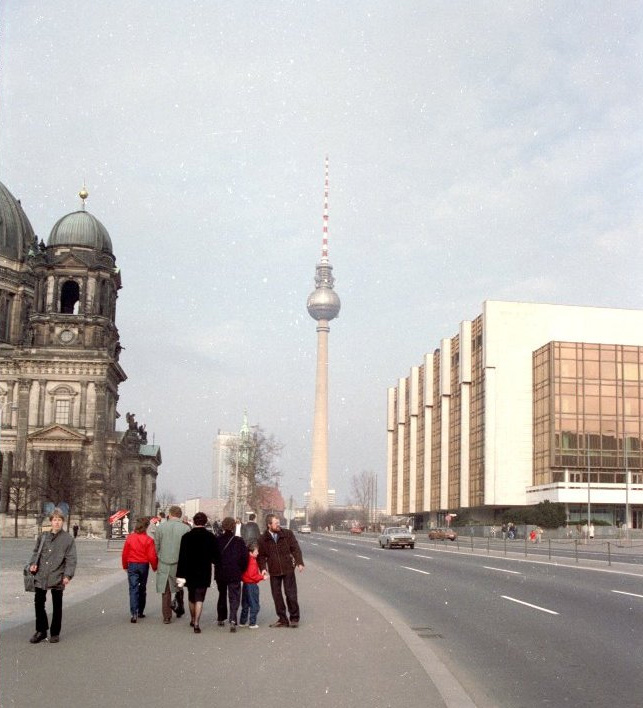
1988년 부활절 일요일, 페른제투름과 공화국 궁전
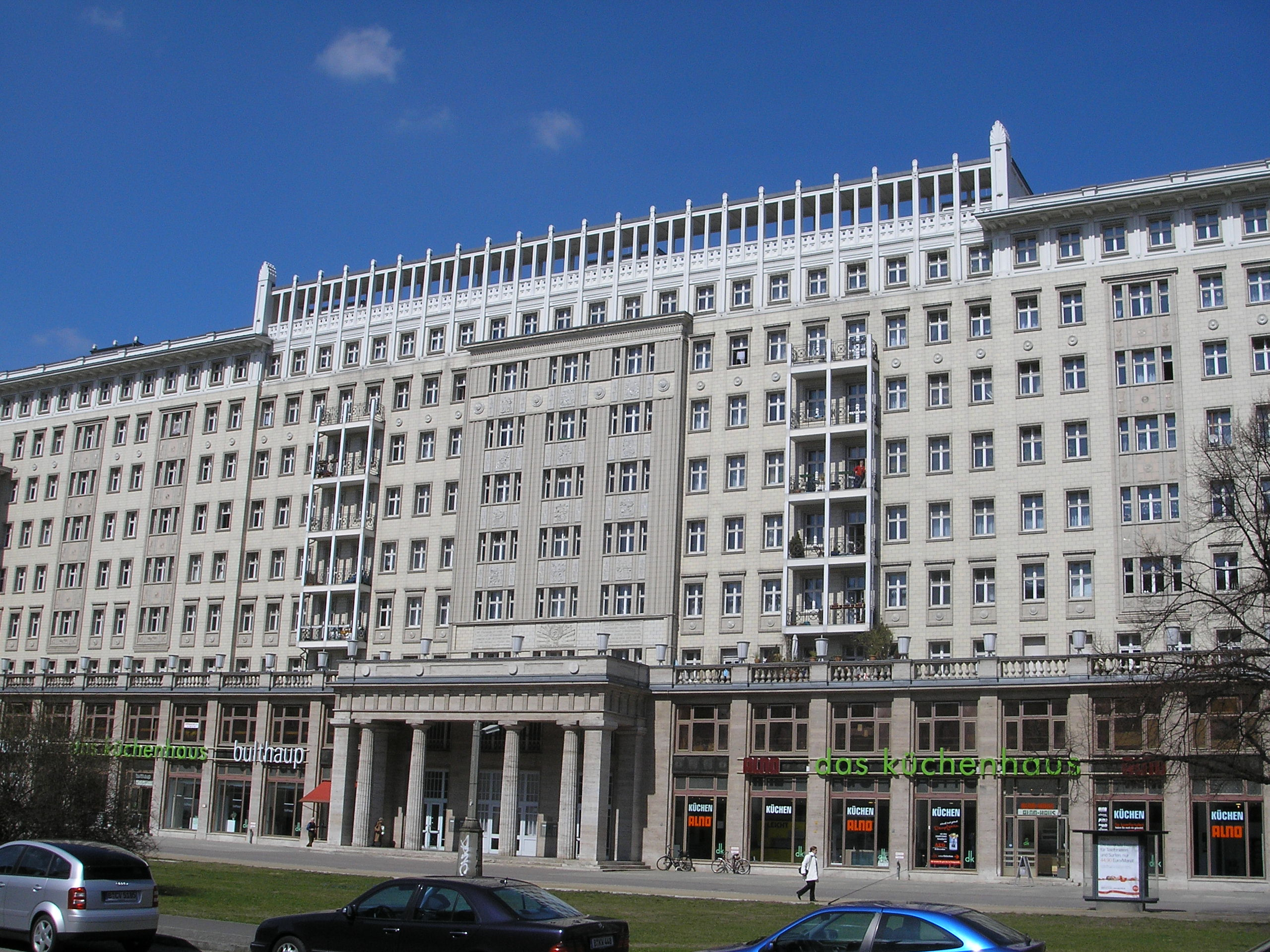
칼-마르크스-알레의 아파트들
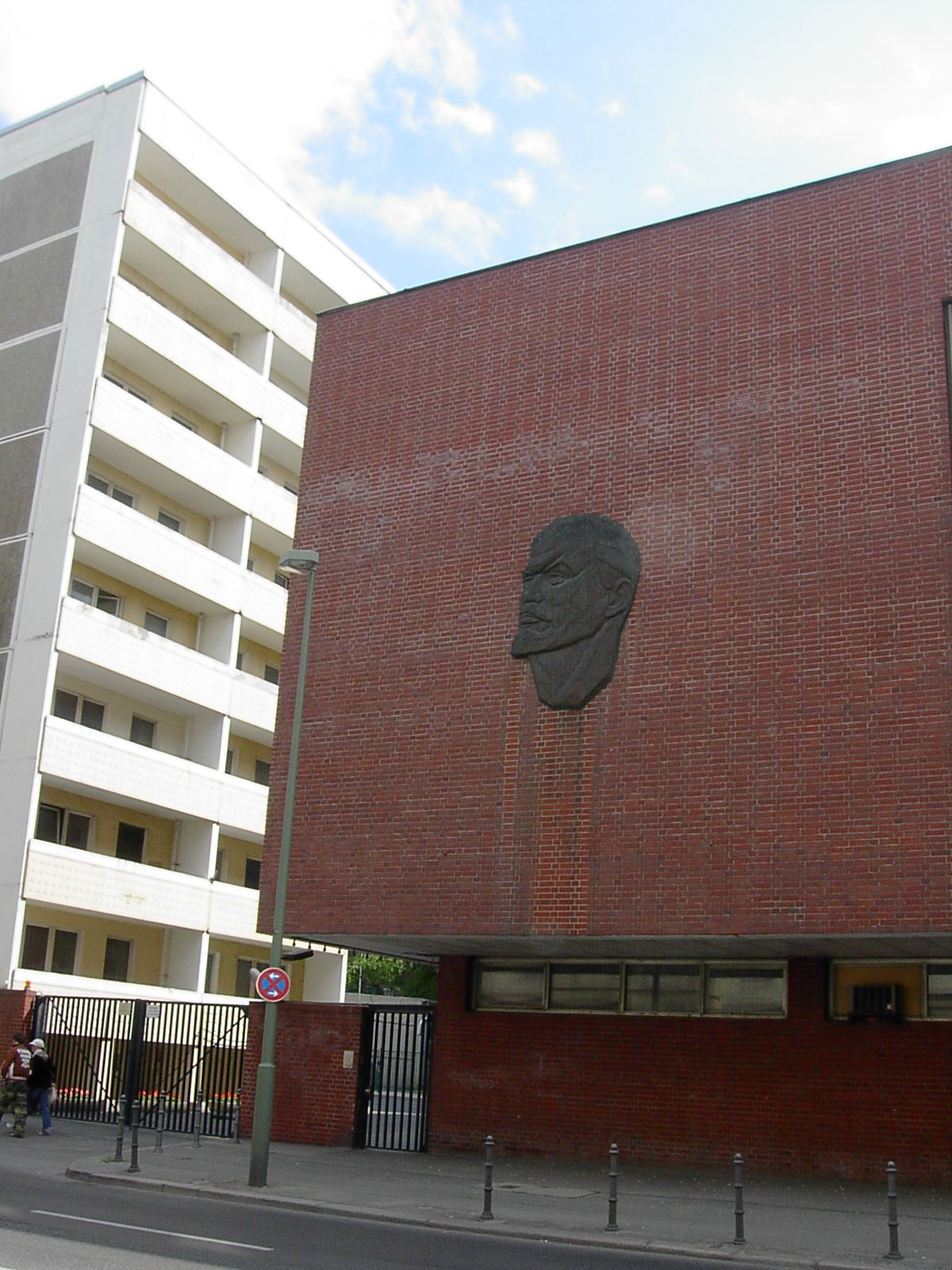
빌헬름슈트라세 근처의 레닌 벽 장식
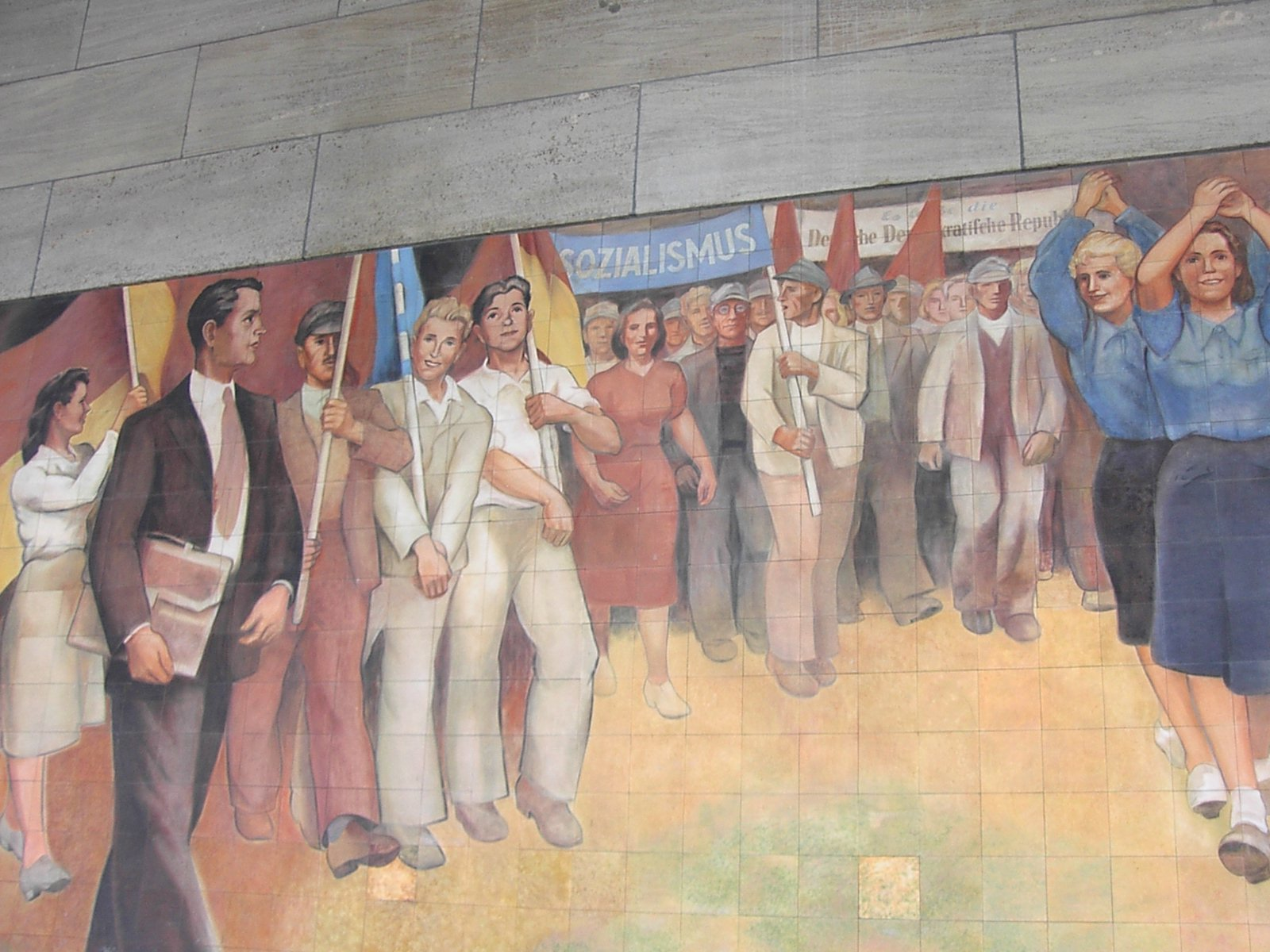
라이프치거 슈트라세를 마주보고 있는 전 각료회의 건물에 있는 동독 시대의 마이센 도자기 벽화
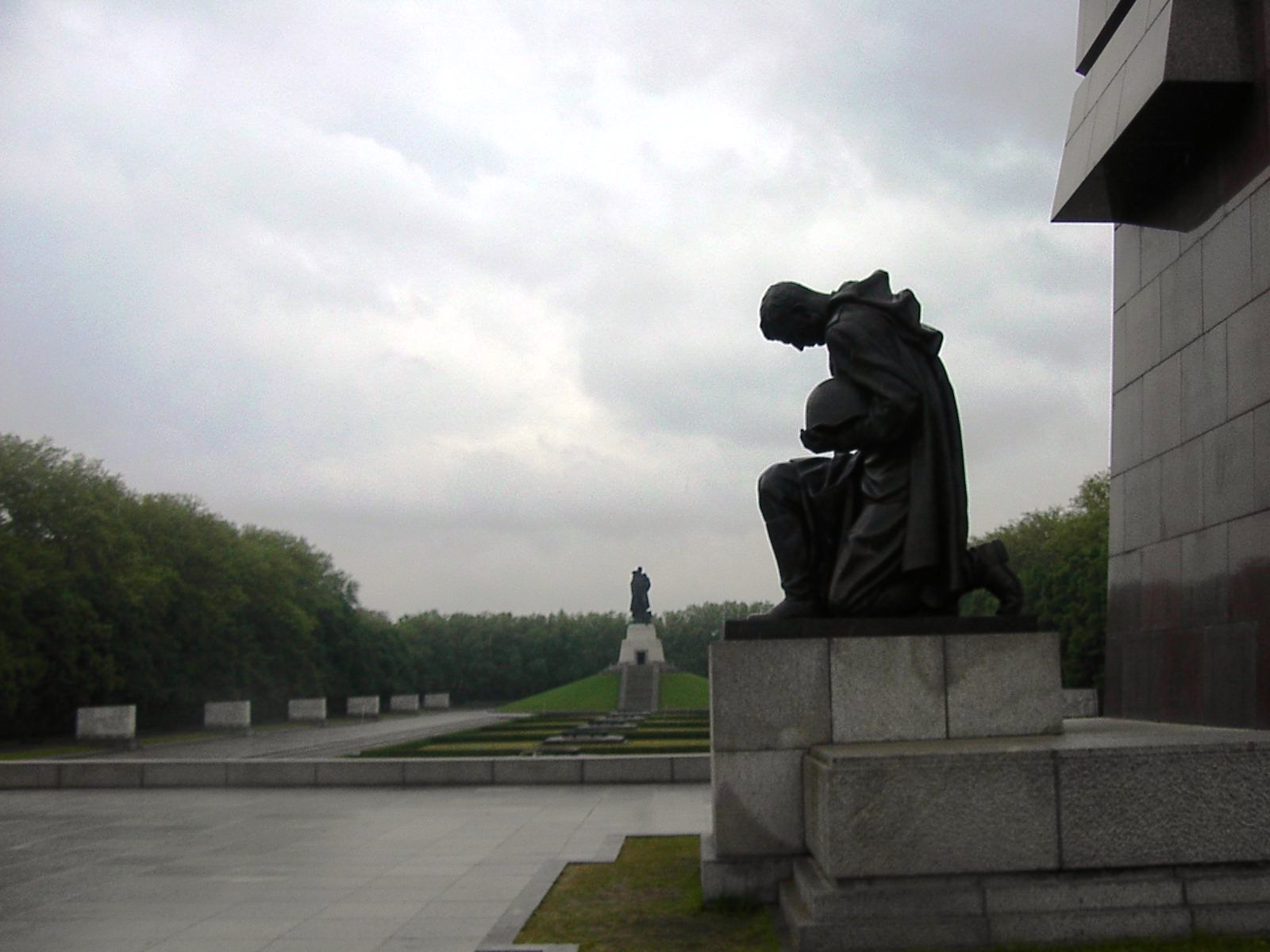
트렙토어 공원의 소련군 전승 기념비
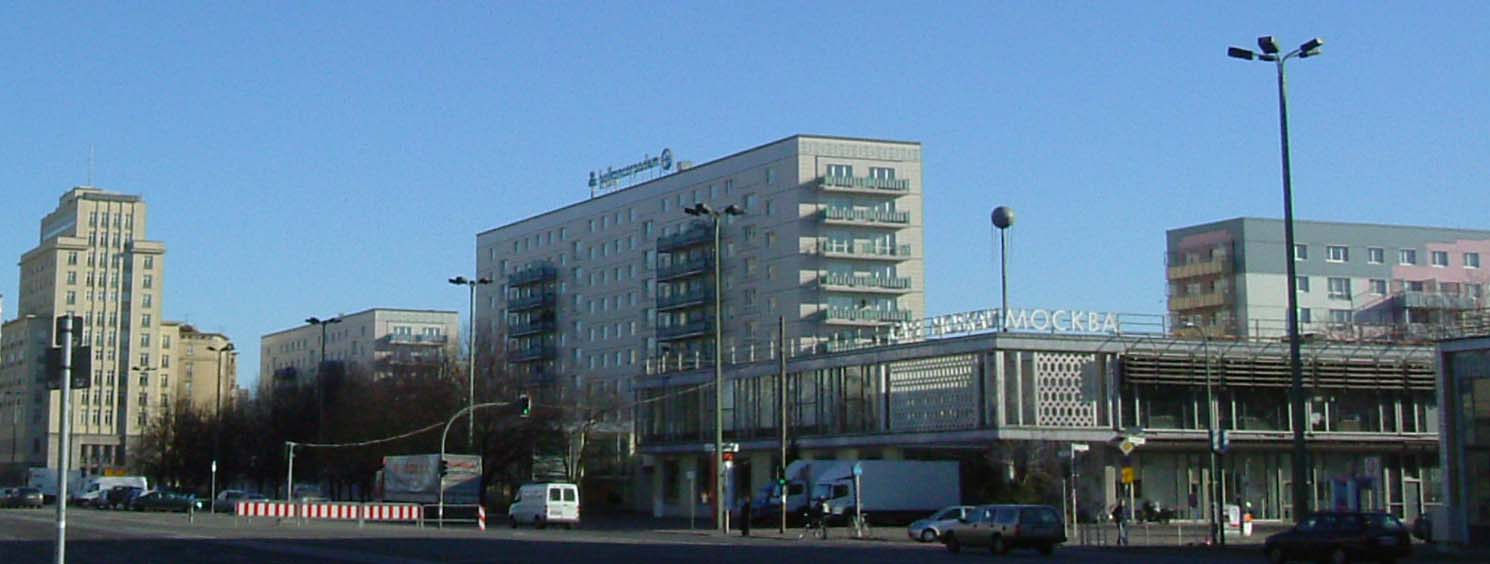
칼-마르크스-알레의 카페 모스크바
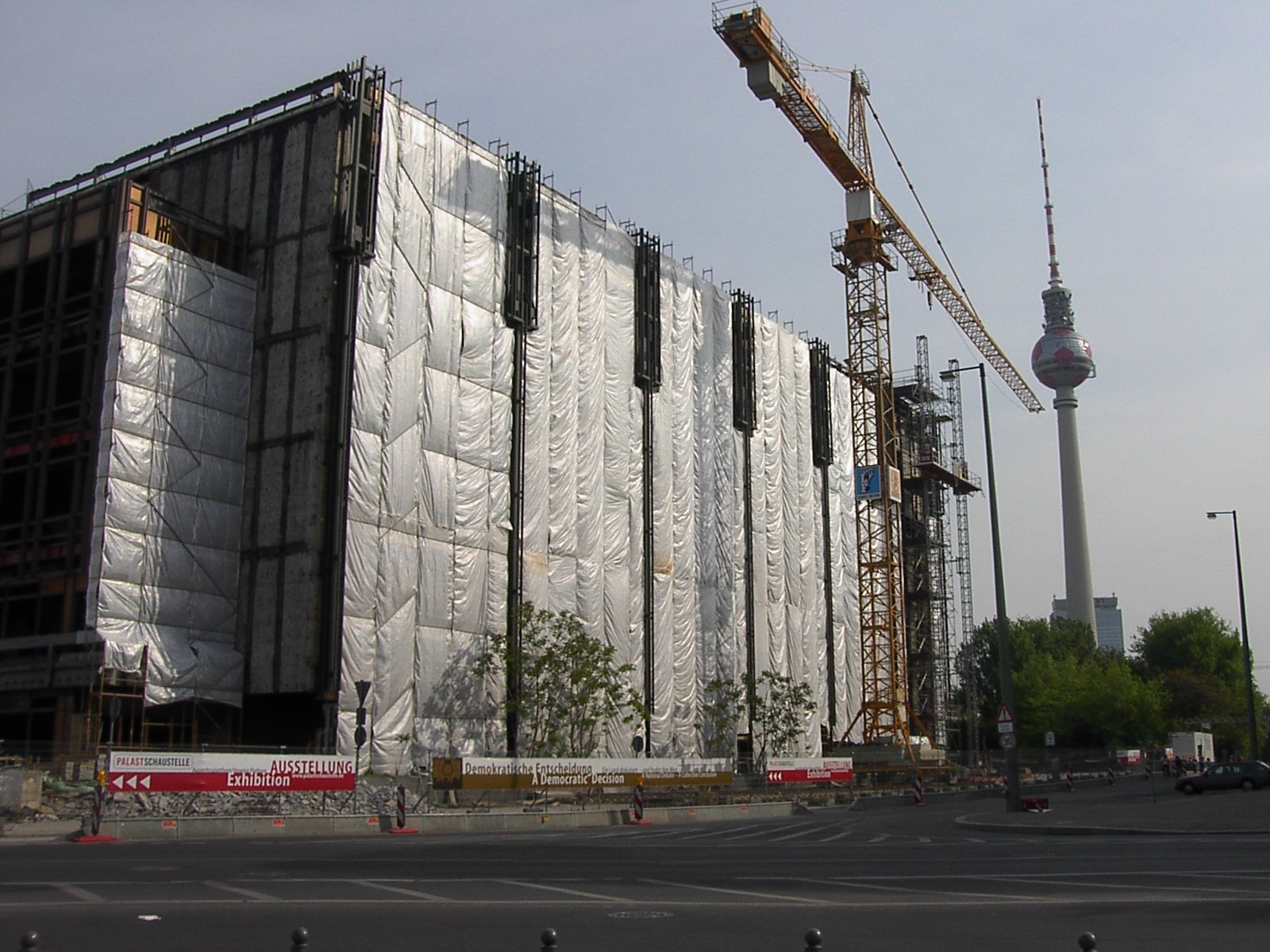
철거 중인 공화국 궁전
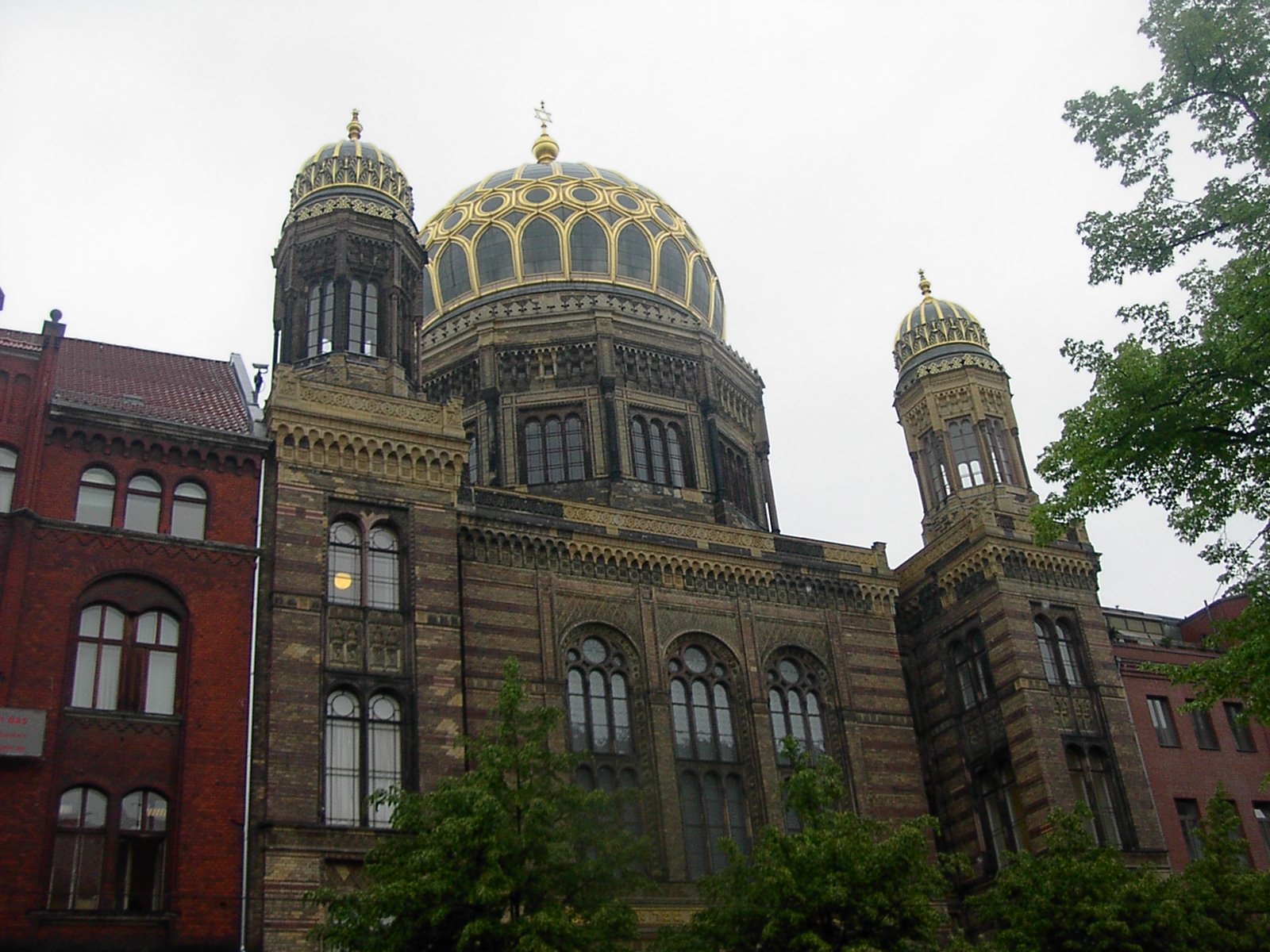
오라니엔부르거 슈트라세의 새 시나고그
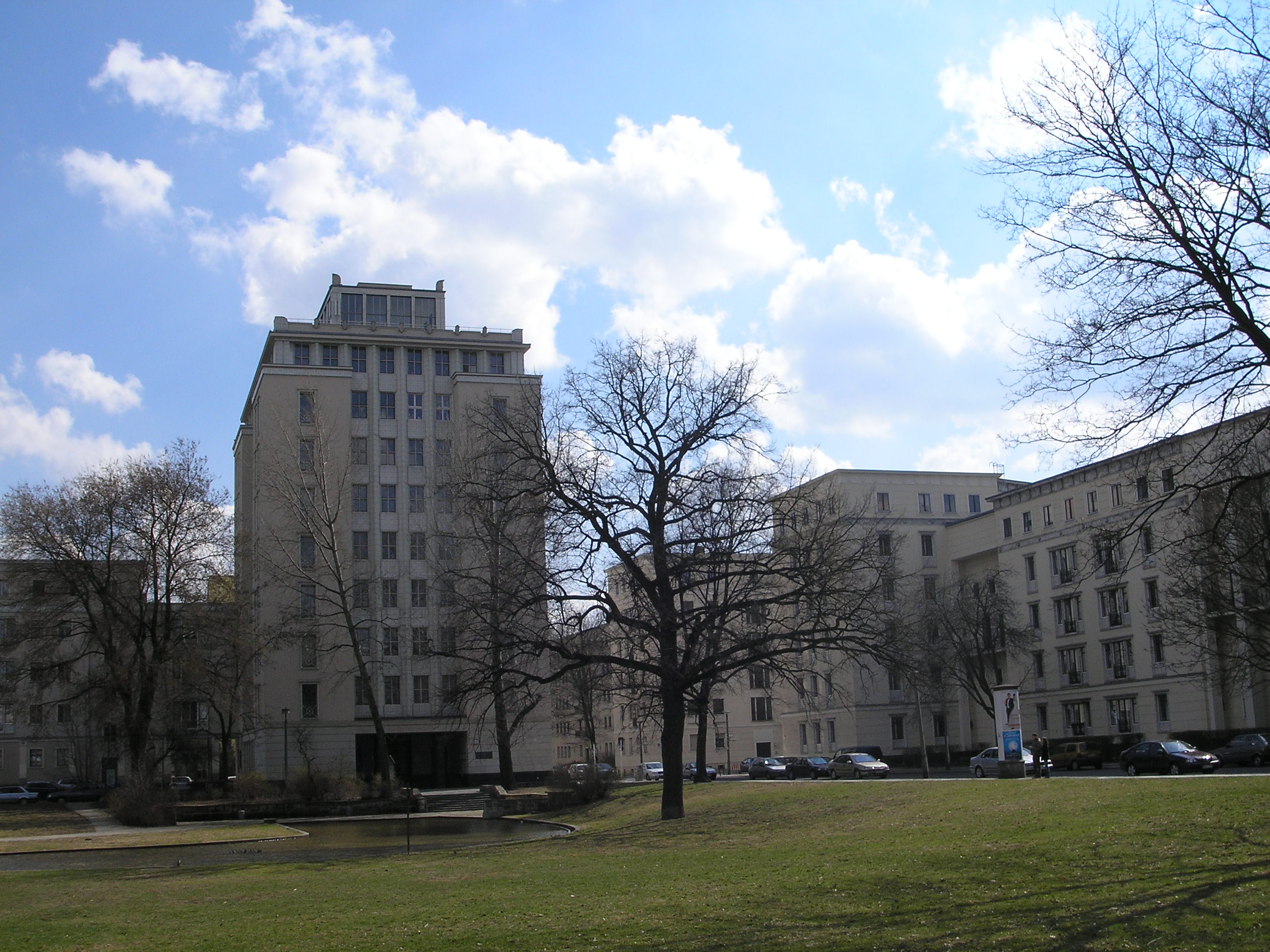
베버비제의 "호흐하우스", 전쟁 후 지어진 첫 번째 고층 아파트
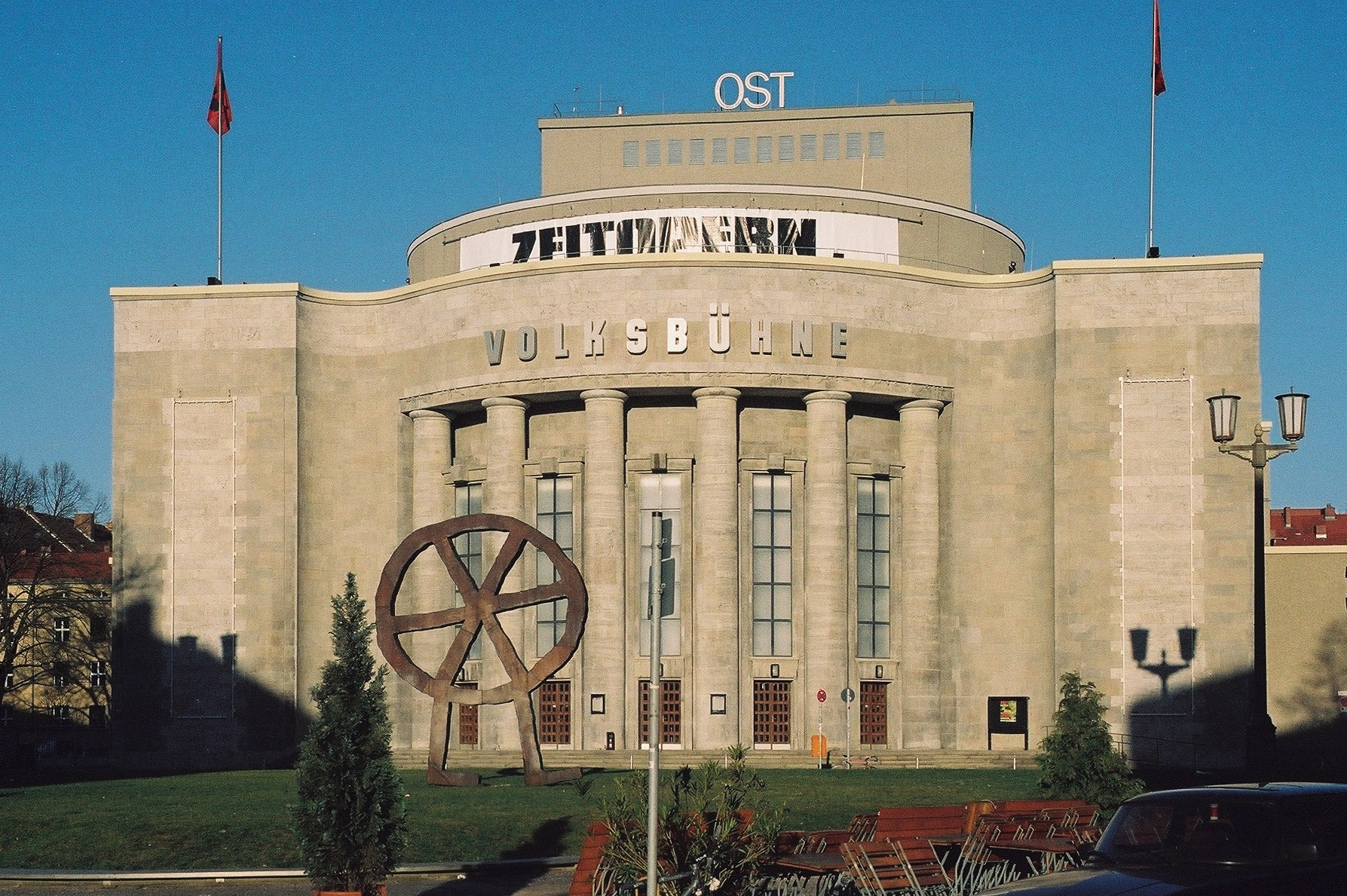
로자-룩셈부르크 광장의 폴크스뷔네
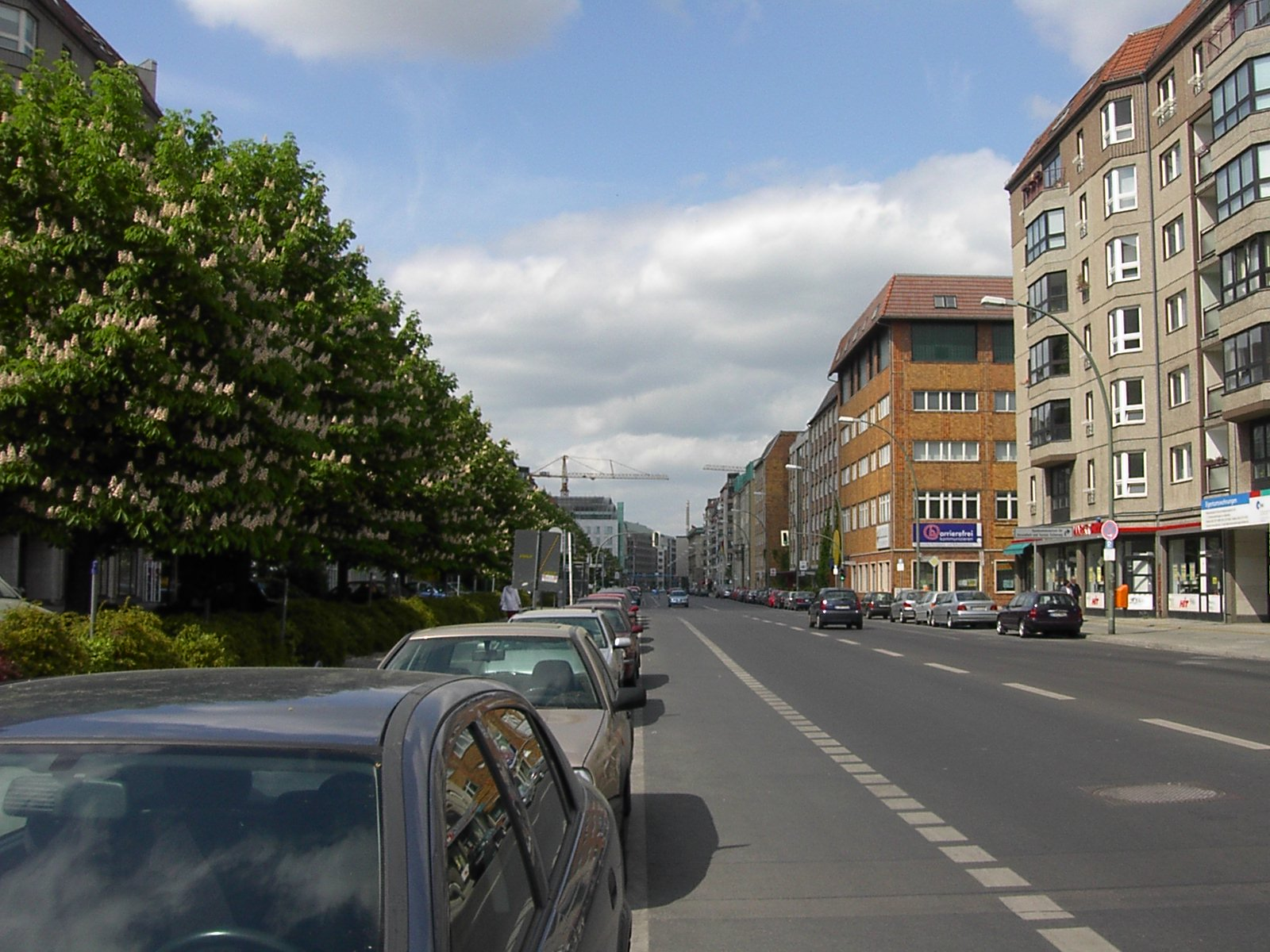
빌헬름슈트라세의 1980년대 후반 동독 아파트 블록
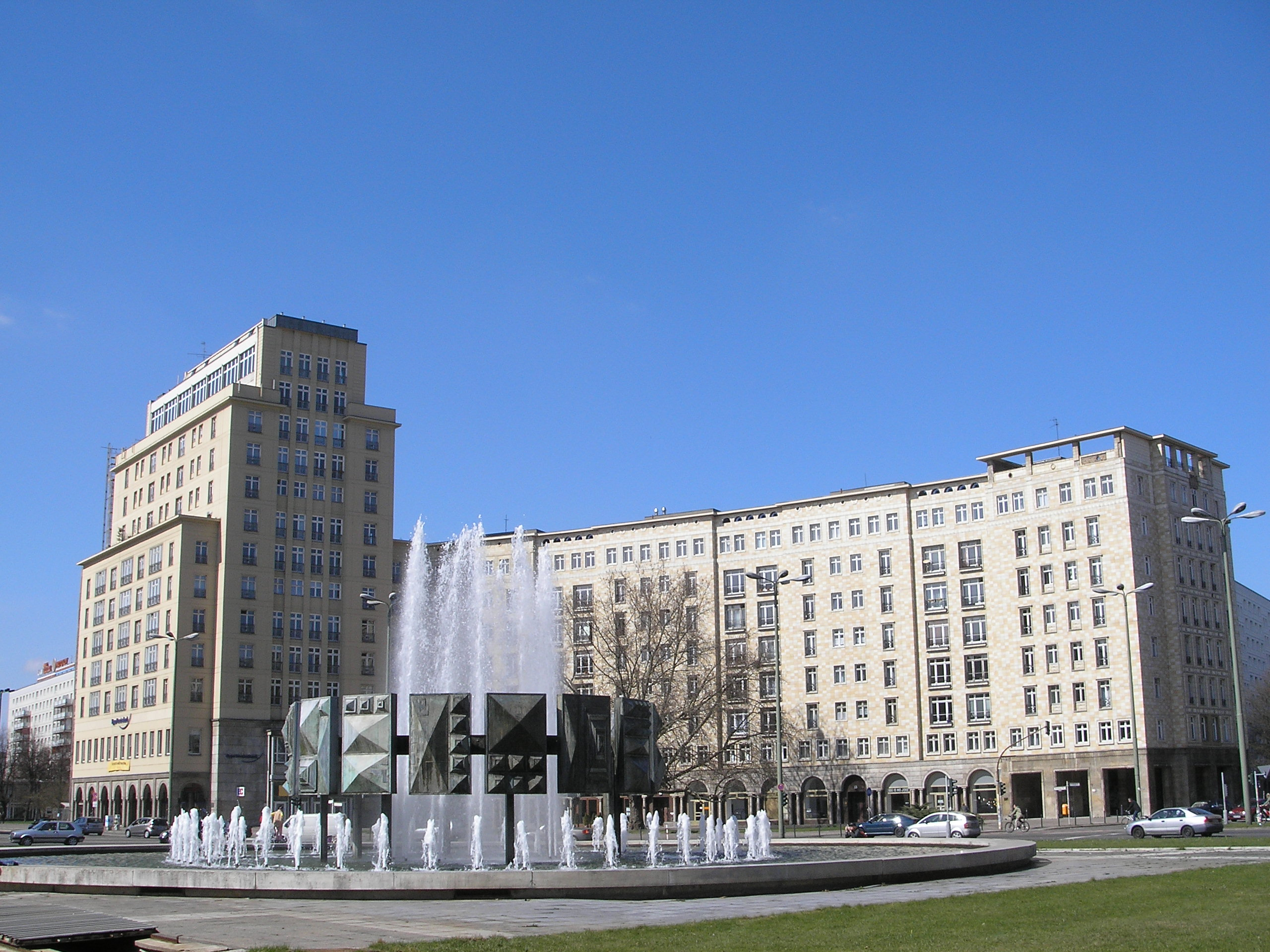
구성주의 양식의 건물이 있는 슈트라우스베르거 광장
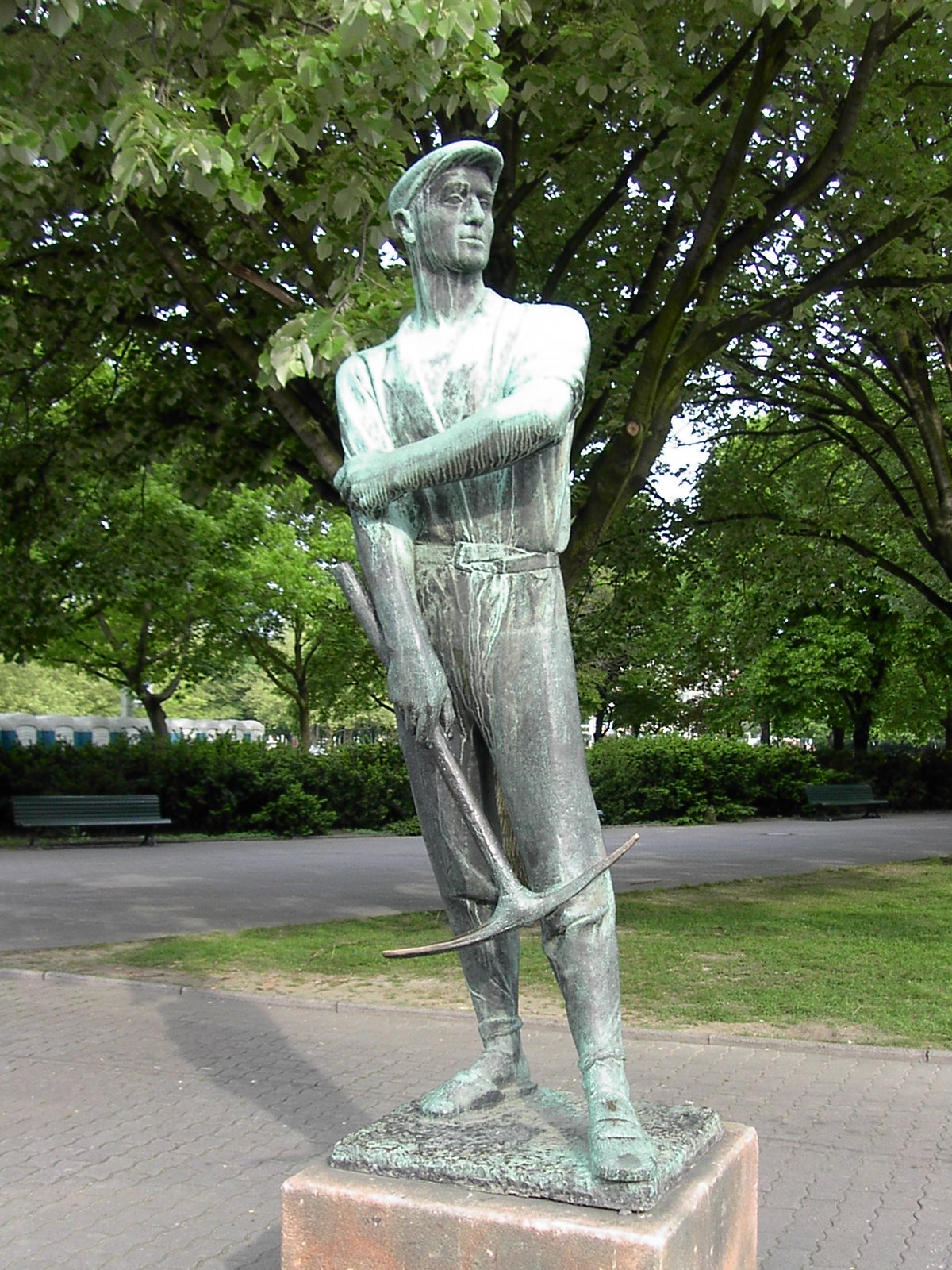
알렉산더플라츠의 프롤레타리아 영웅상
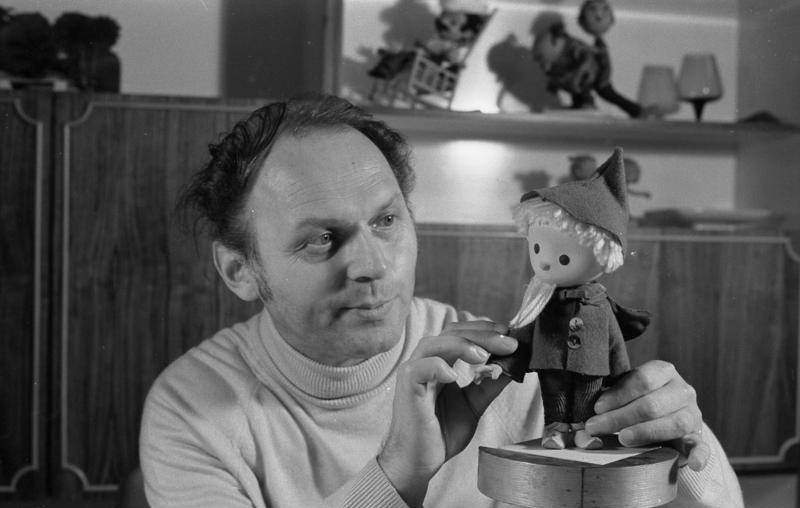
게르하르트 베렌트와 잔드맨헨. 이 쇼는 동베를린에서 녹화되었다.
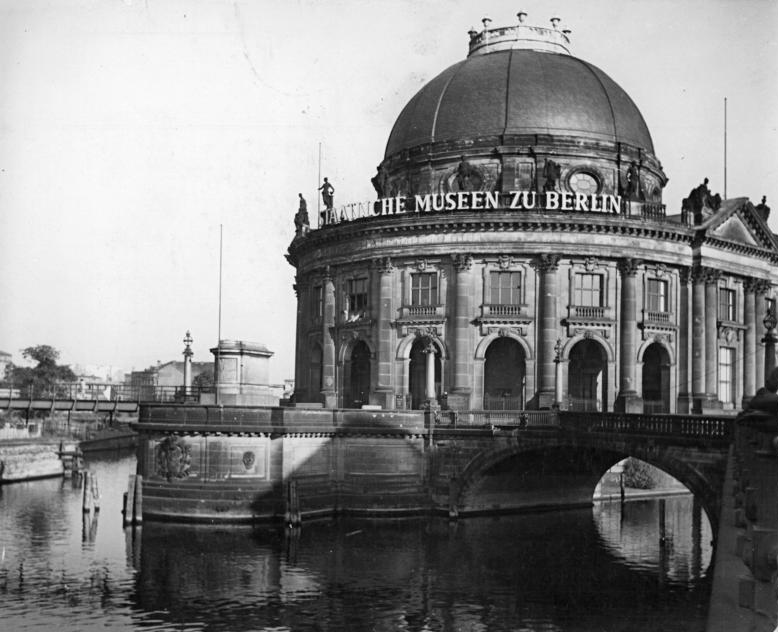
1956년 박물관 섬 북쪽 끝에 있는 보데 박물관
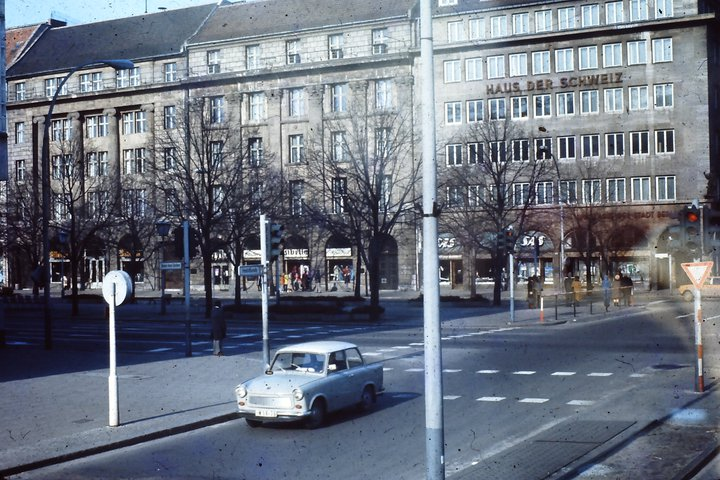
1975년 2월 동베를린, 프리드리히슈트라세와 만나는 운터 덴 린덴의 하우스 데어 슈바이츠
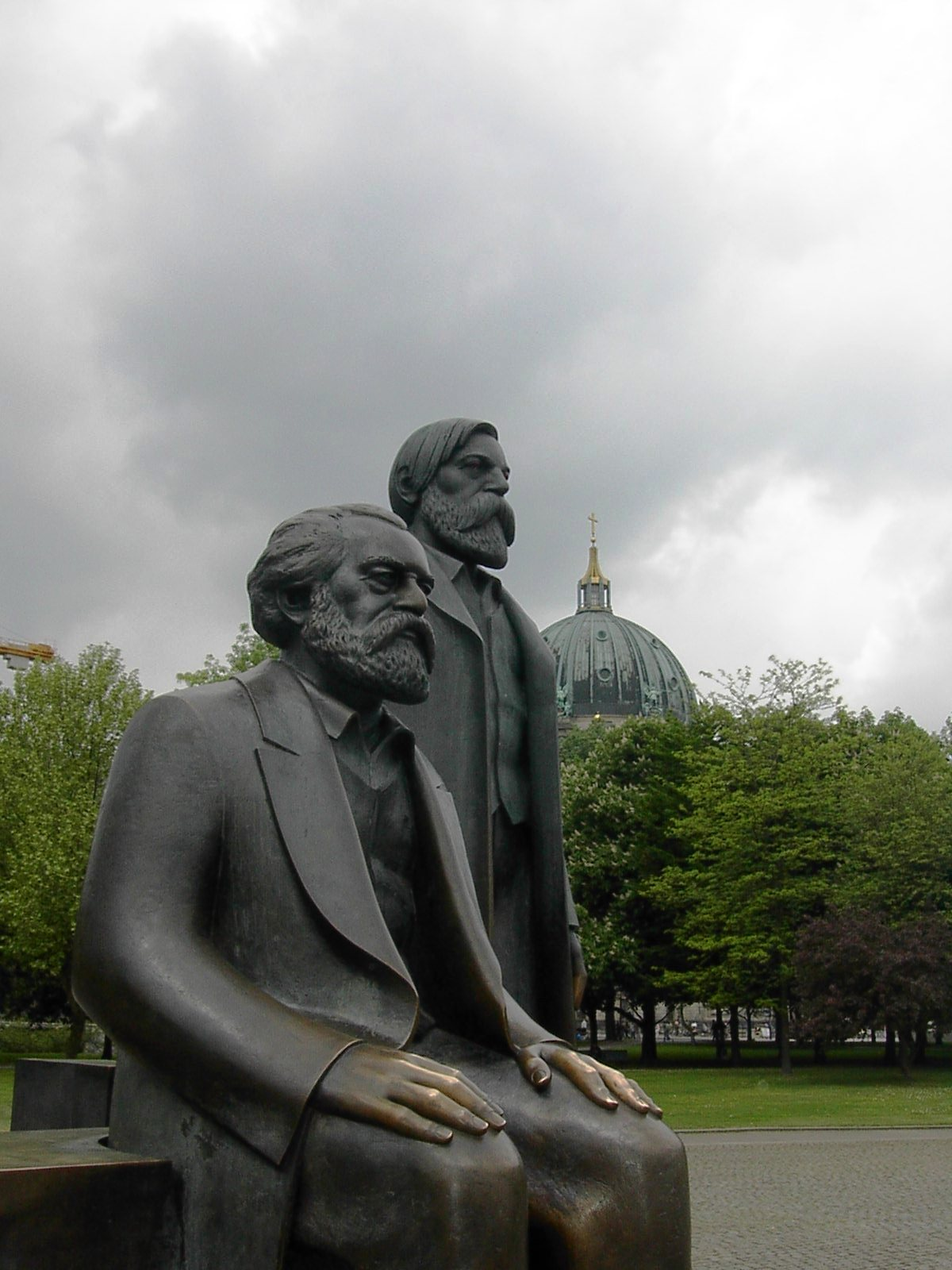
마르크스-엥겔스 광장의 마르크스와 엥겔스 동상

## 같이 보기
- 서베를린
- 본 (서독의 임시 수도)

## 참조 문헌
- Durie, William (2012). 《The British Garrison Berlin 1945 - 1994: nowhere to go ... a pictorial historiography of the British Military occupation / presence in Berlin》 (영어). Berlin: Vergangenheitsverlag (de). ISBN 978-3-86408-068-5. OCLC 978161722.